# Морейски еялет
Еялет Морея или букв. Еялет на морето (на османски турски: ایالت موره; Eyālet-i Mōrâ или на османски турски: ایالت موره; на турски: Mōrâ)) е обособен османски еялет по време на кандийската война. Обхваща Пелопонес, исторически обособен в Пелопонеско деспотство или Морея. Съществува в годините 1661 – 1686 и 1715 – 1821.

## История
Османската империя завладява целия полуостров между 1458 – 1460 години, с изключение на венецианските крепости Корон и Модон, завладени през 1500 г., непосредствено след обособяването на санджак Инебахти (1499) с център Лепанто. До 1540 г. османското завладяване на Пелопонес приключва с превземането на Монемвасия и Навплион.
Еялет Морея е обособен като самостоятелна османска първостепенна административно-териториална единица, през 1661 г. по времето на османските затруднения в кандийската война. Същата тази година, за първи път в историята на Османската империя, властта на велик везир се предава от баща – на син, или от Кьопрюлю Мехмед паша – на Фазъл Ахмед паша.
Пелопонес е обособен първоначално като санджак на Румелийския еялет (с център София/) и санджак-център Коринт, след който Леонтари, Мистра и накрая Нафплио.
Със създаването на Островния еялет, Пелопонес отива в състава му. Пътешественикът Евлия Челеби сочи Морея като отделен еялет, със столица Патра.
Венецианците окупират целия полуостров по време на успешната Морейска война (1684 – 1699 г.), създавайки „Кралство Морея“ на тази османска територия, обособена в еялет две десетилетия преди това. Венецианското управление продължава до османското възвръщане на територията през 1715 г., утвърдено по силата на договор от Пожаревац. Еялет Морея е възстановен и до 1780 г. се управлява от везир с ранг на бейлербей, т.е. има право на щандарт с три конски опашки. Столица на еялета е Навплион, а от 1786 г. – Триполица.
Християнските жители на еялета, с руска помощ, вдигат т.нар. „Орловско въстание“ или Пелопонеско въстание през 1770 г., по време на т.нар. първа архипелагска експедиция. По силата на специална клауза от Кючуккайнаржийския договор, на местните им предоставено право да плават под руски флаг. В Агия Лавра, на територията на еялета, е сложено началото на Гръцката война за независимост. Девизът на въстаниците е „Свобода или смърт“.
По силата на Одринския мирен договор, територията на еялета влиза в границите на Гърция.